# シェル・クレイル 〜愛しあう逃避の中で〜
『シェル・クレイル〜愛しあう逃避の中で〜』（シェル・クレイル〜あいしあうとうひのなかで〜）は、2003年6月27日にアリスソフトから発売された18禁アドベンチャーゲーム。

## ストーリー
主人公セトル＝ジャン・ストニはレンセル伯爵家に住み込み、専属医師として熱心にリズの治療にあたっていた。3年の月日を経てリズの治療は成功し、健康に成長したリズはトマ青年と婚約した。しかしリズの結婚式前夜、ジャンとリズはお互いが相思相愛であったことを初めて知ってしまう。
一度は身分違いの恋を諦めようとした2人であったが、なぜかレノンセル伯爵が執事フィデルを通して「2人で遠い所へ逃げるように」と伝えてきたため、2人は一緒に深夜の屋敷を抜け出すことになる。
避暑地ミゼイユに位置するレノンセル伯爵の別荘へ逗留することになったジャンとリズは、そこで出会ったベルナデットやオルガたちと親しくなっていく。現地で診療所を開くことにも成功し、このままミゼイユで幸せな家庭を築けるかとも思われた。しかし、フィデル執事がレノンセル伯爵の真意を伝えるためにやってきた時、ジャンとリズ、それに避暑地の住人たちの関係が徐々に狂い始める。
極めて利己的で、娘を顧みないレノンセル伯爵の真意を知ったジャンとリズは、2人の心が融合して離れ離れにならないようになるという禁断の秘薬へ手を出すことを決意するが、その選択がベルナデットやオルガたちにも黒い影を落とすことになってしまう。

## 登場人物
セトル＝ジャン・ストニ
主人公である医師。物語当初、伯爵家の専属医としてリジェンヌ・エイパの治療を務めている。
リジェンヌ・エイパ
ヒロイン。レノセンル伯爵の娘であるが、私生児であるために母方の姓を名乗っている。トマ青年と婚約している。愛称はリズ。
クリストフ・レノンセル伯爵
リズの実の父親。資産家であるが、多忙のために屋敷に留まることはほとんどない。
フィデル・フィッド
レノンセル伯爵に忠実な執事。
エミリ・ボオヌ
レノンセル伯爵に仕える年嵩のメイド。
トマ・トリュオイ
リジェンヌの婚約者。大企業の御曹司であるが、誠実な青年。
ベルナデット・ヴォヌハース
世間を離れ、避暑地にこもりきっている元上流階級の婦人。
オルガ・エアレ
ベルナデットに仕えるメイド。
ジェレミー・アブルゥエ
避暑地で液剤燃料店を構える青年。ベルナデットに想いを寄せている。
テオ・アルトー
医師を目指す優秀な少年。
ユウグ・オー・セルベス
避暑地に服飾工房を構える老人。
カティア・トレン
セルベス老と暮らしている、病弱な少女。

## 開発
MIN-NARAKENが2020年にインタビューで明かしたところによれば、パッケージ画については本作から完全にCGで描くようになったといい、2000年に発売した『SeeIn青 -シーンAO-』などは手描きだったそうである。